# Alberto Rossini
Pour les articles homonymes, voir Rossini.
Alberto Rossini, né le 10 juin 1969 , à Treviglio, en Italie, est un joueur et entraîneur italien de basket-ball. Il évolue durant sa carrière au poste de meneur.

## Palmarès
- Coupe Korać 1991
- Vainqueur des Jeux méditerranéens de 1991 et 1993